# Leighton Durham Reynolds
Leighton Durham Reynolds (Abercanaid, Glamorgan, Wales, 11 februari 1930 - Oxford, 4 december 1999) was een Brits latinist, meer dan 40 jaar verbonden aan de Universiteit van Oxford, specialist op het gebied van tekstoverlevering.
L.D. Reynolds studeerde klassieke talen in Cardiff en Cambridge. Tijdens zijn militaire dienstplicht bij de Royal Air Force (1952-1954) leerde hij Russisch. Aansluitend werd hij Junior Research Fellow (Queen's College), van 1954-57; daarna Fellow and Tutor in Classics (Brasenose College), van 1957 to 1997.
L.D. Reynolds is bekend van zijn Oxford Classical Texts uitgaven van Seneca, Sallustius en Cicero, en van zijn boeken over tekstoverlevering. Tegelijk met zijn eerste Seneca-uitgave (1965) verscheen The medieval tradition of Seneca's letters, waarin hij de relaties tussen de verschillende Seneca-handschriften ontrafelde. Bekendst geworden is zijn werk: Scribes and Scholars: A Guide to the Transmission of Greek and Latin Literature (1968), geschreven samen met N.G. Wilson. Specialistischer is: Texts and Transmission (1983), een handboek over de handschriften van Latijnse auteurs waarvan Reynolds redacteur was en waarvoor hij de inleiding en enkele bijdragen schreef. Zijn werk was van hoge kwaliteit.
Gedurende twaalf jaar (1975-1987) was Reynolds redacteur van het tijdschrift Classical Review. In 1987 werd hij lid van de British Academy. Het was verder van hem bekend dat hij een uitgebreide botanische kennis bezat.
Reynolds is op 69-jarige leeftijd aan kanker overleden.

## Publicaties in boekvorm
- 1965: The medieval tradition of Seneca's letters.
- 1965: L. Annaei Senecae ad Lucilium Epistulae Morales. Oxford Classical Texts.
- 1968: (Samen met N. G. Wilson) Scribes and Scholars: A Guide to the Transmission of Greek and Latin Literature.
- 1977: L. Annaei Senecae Dialogorum libri duodecim. Oxford Classical Texts.
- 1991: C. Sallusti Crispi Catilina, Iugurtha, Historiarum fragmenta selecta, Appendix Sallustiana. Oxford Classical Texts.
- 1998: M. Tulli Ciceronis De finibus bonorum et malorum libri quinque. Oxford Classical Texts.